# Đập Grand Ethiopian Renaissance

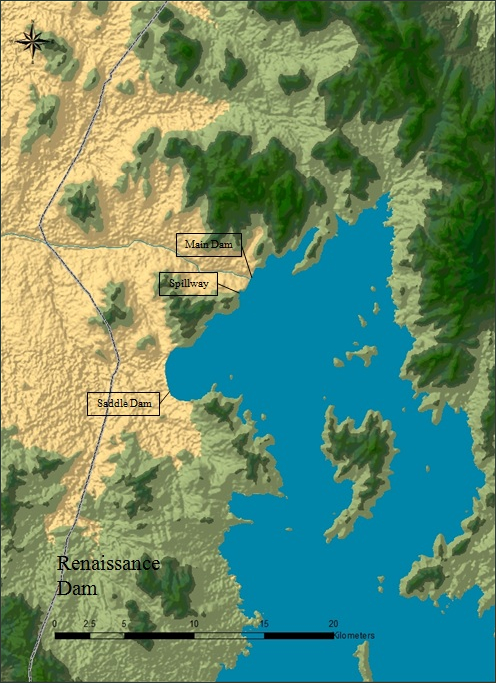
Đập Grand Ethiopian Renaissance

Xây dựng đập năm 2014

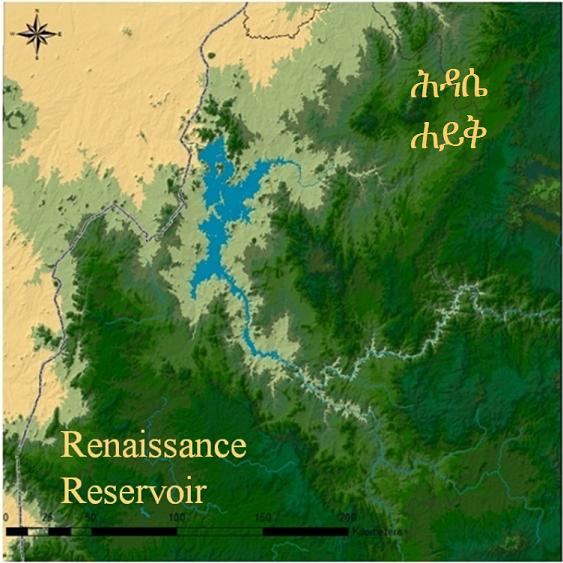
Hồ chứa Renaissance

 Đập Grand Ethiopian Renaissance (GERD hoặc TaIHiGe; tiếng Amhara: ታላቁ የኢትዮጵያ ሕዳሴ ግድብ Tālāqu ye-Ītyōppyā Hidāsē Gidib), trước đây gọi là Đập Millennium và đôi khi được gọi là đập Hidase, là một đập trọng lực trên sông Nin Xanh ở Ethiopia đã được xây dựng từ năm 2011. Nằm ở vùng Benishangul-Gumuz của Ethiopia, khoảng 15 km phía đông biên giới với Sudan. Với công suất lắp đặt 6,45 GW, đập sẽ là nhà máy thủy điện lớn nhất ở châu Phi, lớn thứ 8 trên thế giới. Tính đến tháng 8 năm 2017, công trình đã hoàn thành 60%. Sau khi hoàn thành, hồ chứa có thể mất từ 5 đến 15 năm để đổ đầy nước, tùy thuộc vào điều kiện thủy văn trong thời gian lấp đầy và các thỏa thuận đạt được giữa Ethiopia, Sudan và Ai Cập. Vào tháng 9 năm 2021, Hội đồng Bảo an Liên hợp quốc đã thông qua một tuyên bố khuyến khích Ai Cập, Ethiopia và Sudan "nối lại các cuộc đàm phán" dưới sự bảo trợ của Liên minh châu Phi "để nhanh chóng hoàn tất" một thỏa thuận về đập GERD gây tranh cãi trên sông Nile. Thỏa thuận này phải "được cả hai bên chấp nhận và ràng buộc đối với việc hoàn thành và hoạt động của GERD, trong một thời gian hợp lý", nêu rõ Hội đồng Bảo an trong tuyên bố do Tunisia soạn thảo.

## Thiết kế
Thiết kế đã thay đổi nhiều lần từ năm 2011 đến năm 2019. Điều này ảnh hưởng đến cả các thông số điện và các thông số về lưu trữ.
Ban đầu, vào năm 2011, nhà máy thủy điện dự kiến sẽ nhận 15 máy phát điện với công suất định mức 350 MW mỗi đơn vị, dẫn đến tổng công suất lắp đặt là 5.250 MW với dự kiến phát điện hàng năm là 15.128 GWh. Sau đó, công suất phát dự kiến ban đầu đã được tăng lên 6.000 MW, thông qua 16 đơn vị tạo điện với công suất định mức mỗi đơn vị là 375 MW. Dự kiến công suất phát sẽ đạt khoảng 15.692 GWh hàng năm. Vào năm 2017, thiết kế lại được thay đổi để thêm 450 MW nữa, tổng cộng là 6.450 MW, với dự kiến phát điện hàng năm là 16.153 GWh. Điều này được thực hiện bằng cách nâng cấp 14 trong số 16 đơn vị tạo điện từ 375 MW lên 400 MW mà không thay đổi công suất định mức. Theo một quan chức cấp cao của Ethiopia, vào ngày 17 tháng 10 năm 2019, công suất phát điện của Đập GERD hiện là 5.150 MW, với 13 tuabin (2x 375 MW và 11x 400 MW), giảm từ 16 tuabin ban đầu.
Không chỉ các thông số về điện đã thay đổi theo thời gian, mà các thông số về lưu trữ cũng đã thay đổi. Ban đầu, vào năm 2011, đập dự kiến sẽ có chiều cao 145 m (476 ft) với dung tích 10,1 triệu m³. Hồ chứa dự kiến có dung tích 66 km3 (54.000.000 acre⋅ft) và diện tích bề mặt 1.680 km2 (650 sq mi) ở mức đầy đủ nước. Đập con chính kế bên đập chính dự kiến có chiều cao 45 m (148 ft), chiều dài 4.800 m (15.700 ft) và dung tích 15 triệu m³.
Vào năm 2013, một Ban Panel Độc lập về Chuyên gia (IPoE) đã đánh giá đập và các thông số công nghệ liên quan. Tại thời điểm đó, kích thước hồ chứa đã được thay đổi. Kích thước hồ chứa ở mức đầy đủ nước đã tăng lên thành 1.874 km2 (724 sq mi), tăng 194 km2 (75 sq mi). Thể tích lưu trữ ở mức đầy đủ nước đã tăng lên thành 74 km3 (60.000.000 acre⋅ft), tăng 7 km3 (1,7 dặm khối).[45] Những con số này không thay đổi sau năm 2013. Dung tích lưu trữ 74 km3 (60.000.000 acre⋅ft) đại diện cho gần như toàn bộ lưu lượng hàng năm là 84 km3 (68.000.000 acre⋅ft) của sông Nile.
Sau khi IPoE đưa ra các khuyến nghị của mình, vào năm 2013, các thông số đập đã được thay đổi để tính đến các lưu lượng dòng lớn hơn trong trường hợp lũ lụt cực đoan: chiều cao đập chính là 155 m (509 ft), tăng 10 m (33 ft), với chiều dài 1.780 m (5.840 ft) (không thay đổi) và dung tích đập là 10,2 triệu mét khối (360×106 bộ mét khối), tăng 100.000 m3 (3.500.000 bộ mét khối). Các thông số đập không thay đổi, chỉ có thêm chiều cao của đập chính. Đập con chính dự kiến có chiều cao 50 m (160 ft), tăng 5 mét (16 ft), chiều dài 5.200 m (17.100 ft), tăng 400 mét (1.300 ft). Thể tích đập con chính tăng lên thành 16,5 triệu mét khối (580×106 bộ mét khối), tăng 1,5 triệu mét khối (53×106 bộ mét khối).